# Bleizi Ruz
Bleizi Ruz (Loups Rouges en breton) est un groupe de fest-noz, jouant de la musique traditionnelle et des compositions. Il est fondé par des musiciens en 1973 à Brest. Ils sont devenus des ambassadeurs de la culture bretonne en jouant partout en Europe et aux États-Unis.

## Biographie
Bleizi Ruz est créé en 1973 dans la région brestoise (Finistère) par des membres de la Kevrenn Brest Sant Mark. Éric Liorzou à la guitare, Gérard Couppé à l'accordéon, Raymond Saliou et René Martin aux bombardes Christian Desbordes au violon, auxquels se joindront plus tard Alain Floch à la basse, Pierre Fourel au tom basse, Bernard Pichard au basson, bombarde et arrangements, Patrice Le Naour au Saxophone, Gérard Rio, un flûtiste classique et Patrick Le Hénaff à la sono. Le premier groupe vraiment urbain de fest-noz remporte la même année le Kan ar Bobl (concours national de musique bretonne). Plusieurs sonneurs, issus principalement des « kevrennoù » de Brest et de Rennes, permettent aux Bleizi Ruz d'élargir leur répertoire qui couvre toute la Bretagne.
Gérard Couppé, parti sous les drapeaux, sera remplacé par un autre brestois, Loïc Le Borgne, recruté grâce à une petite annonce dans "Le Télégramme".
Le groupe désormais quartet, avec Loïc Le Borgne à l'accordéon chromatique, Ben Creac'h à la basse, René Martin aux bombardes et cornemuses, Eric Liorzou aux guitares, devient professionnel en 1980 et sillonne les routes de Bretagne et d'Europe avec leur inséparable compère Patrik Ewen pour certaines tournées, le Celtic Tour en Allemagne en 79 et 80, le festival d'Ortigueira en Galice en 1982, les Tombées de la Nuit à Rennes, le festival des Cornouailles à Quimper...
Pierre Crépillon, sonneur connu du centre Bretagne recruté à cette époque, apporte ses connaissances, sa technique, ses collectages, et fait toujours évoluer le répertoire du groupe.
Le groupe entreprend une tournée de six semaines aux USA en 1986, suivie d'autres festoù-noz et tournées européennes.
Pour fêter ses vingt ans, sous l'impulsion d'Eula Prada, la galicienne et manager du groupe, il va créer le spectacle Hent Sant Jakez, basé sur le pèlerinage de Saint-Jacques-de-Compostelle, avec Laurent Jouin au chant, et acteur, Xesus Carballido (acteur), le groupe Leilia de Santiago au chant et panderetas, José Munos du groupe La Musgana d' Espagne. Il obtient la prime du meilleur spectacle traditionnel en 1993.[réf. nécessaire]
Pour les 25 ans en 1998, plus de deux cents artistes et plus de cinq mille personnes sont réunies. Une trentaine de musiciens ont fait partie du groupe, notamment les guitaristes Jacques Pellen et Bruno Nevez. À la fin des années 90, le groupe se composait de Éric Liorzou (guitare, mandole, chant, arrangements), Loïc Le Borgne (accordéon, chant), Bernard Quillien (bombardes, whistles, gaïta, chant), Thierry Decloux (basse, chant), David "Hopi" Hopkins (percussions, chant). Gaël Nicol, ex Ar Re Yaouank, y joue aux bombardes et biniou-kozh dès 1998.
En 2001, rejoint par de nouveaux musiciens (Christian Sarrau au saxophone, Mickaël Seznec à la basse, Herri Locquet aux percussions), il sort un nouveau CD, An Teuz (fantôme). Le groupe se sépare en 2003 mais décide de revenir en 2007 dans sa formule originelle, après avoir participé aux fêtes anniversaires des trente-cinq ans des Sonerien Du et des Diaouled ar Menez. Ben Creac'h re-joint le groupe à la basse en 2007 pour continuer de faire danser depuis près de quarante ans,. Loïc Le Borgne décède le 15 juin 2021.

## Membres
- Alain Floch (1973) : guitare basse
- Patrick LE HENAFF (1973) : sonorisation
- Christian Desbordes(1974) : violon
- Pierre Fourel (1973) : Tom Basse
- Éric Liorzoù (1973) : guitare, mandole et chant
- Loïc Le Borgne (1973) : accordéon chromatique
- Patrice Le Naour : saxophone
- René Martin : bombarde
- Pierre Diquellou : bombarde
- Pierre Crépillon : bombarde
- Bernez Quillien (1986) : bombardes, gaita , low whistle
- Dominique Molard (1984 à 1988) : batterie
- David  Hopkins (1993) : percussions
- Gaël Nicol (1998) : biniou kozh et bombardes
- Jean-Luc dit Ben Creac'h (1980) : basse
- Thierry Decloux(1993) basse
- Mikaël Seznec (2000) basse
- Christian Sarrau (2000) Saxophones
- Herri Locquet (2000) batterie, percussions

## Discographie
- 1973 : Musiques et danses de Bretagne par Bleizi Ruz (Arfolk)
- 1980 : Bleizi Ruz (Kerblues)
- 1984 : Coz Liorzou (Pluriel)
- 1985 : Klask Ar Plac'h (Pluriel)
- 1988 : Pell Ha Kichen No (Adipho)
- 1991 : En Concert (Shamrock Records)
- 1993 : Hent Sant Jakez (Shamrock Record)
- 1996 : Celtic Trip (Shamrock Records)
- 2001 : An Teuz (Ciré jaune)

### Compilations
- Celtic Folk from Brittany